# Tadeusz Czechak
Tadeusz Czechak (ur. 8 września 1951) – polski muzyk specjalizujący się w grze na dawnych instrumentach, w szczególności lutni i lirze korbowej. Zajmuje się również rekonstrukcją dawnych instrumentów.
Grę na lutni rozpoczął w 1980 roku w powstałym wówczas zespole Ars  Nova.
W 1993 założył zespół Dekameron, który realizował połączenie historycznej interpretacji ze współczesnym wykonaniem.  
Jest członkiem Fellowship of Makers and Researches of Historical Instruments  i Plainsong and Mediaeval Music Society.
Brał udział w nagraniu 12 płyt CD z muzyką dawną (w tym 4 z zespołem Dekameron) oraz muzyki do kilku filmów. Płyta Ave mater, o Maria uzyskała nominację do Fryderyka 2000.